# William Wain Prior
William Wain Prior (18 de julio de 1876 - 9 de marzo de 1946) fue un general de división danés y el Comandante en jefe del Ejército Real de Dinamarca desde 1939 hasta 1941. 
Antes de la ocupación de Dinamarca por la Alemania nazi por Alemania en 1940, Prior presionó al gobierno danés a incrementar la fuerza de la armada. Estas peticiones, sin embargo, no fueron aceptadas por la mayoría del parlamento danés, que temían que incrementando la fuerza militar podría provocar a la Alemania nazi.
Cuando Alemania invadió Dinamarca en 1940, argumentó que el ejército danés debería defender activamente el país, incluso cuando Alemania amenazó a través del lanzamiento de los volantes OPROP! para bombardear la capital de Copenhague. Sin embargo, el gobierno danés no estaba de acuerdo con esto, dado por la preocupación para las mayores ciudades danesas como Copenhague podría sufrir la misma destrucción que otras ciudades como Varsovia que han experimentado durante la invasión alemana de Polonia.
Prior continuó como Comandante en jefe del ejército danés durante la parte inicial de la ocupación alemana, y trabajó activamente para prevenir que la armada danesa se viera involucrada hacia el lado alemán durante la Segunda Guerra Mundial. Renunció como comandante en jefe en octubre de 1941.